# Pholiota jahnii

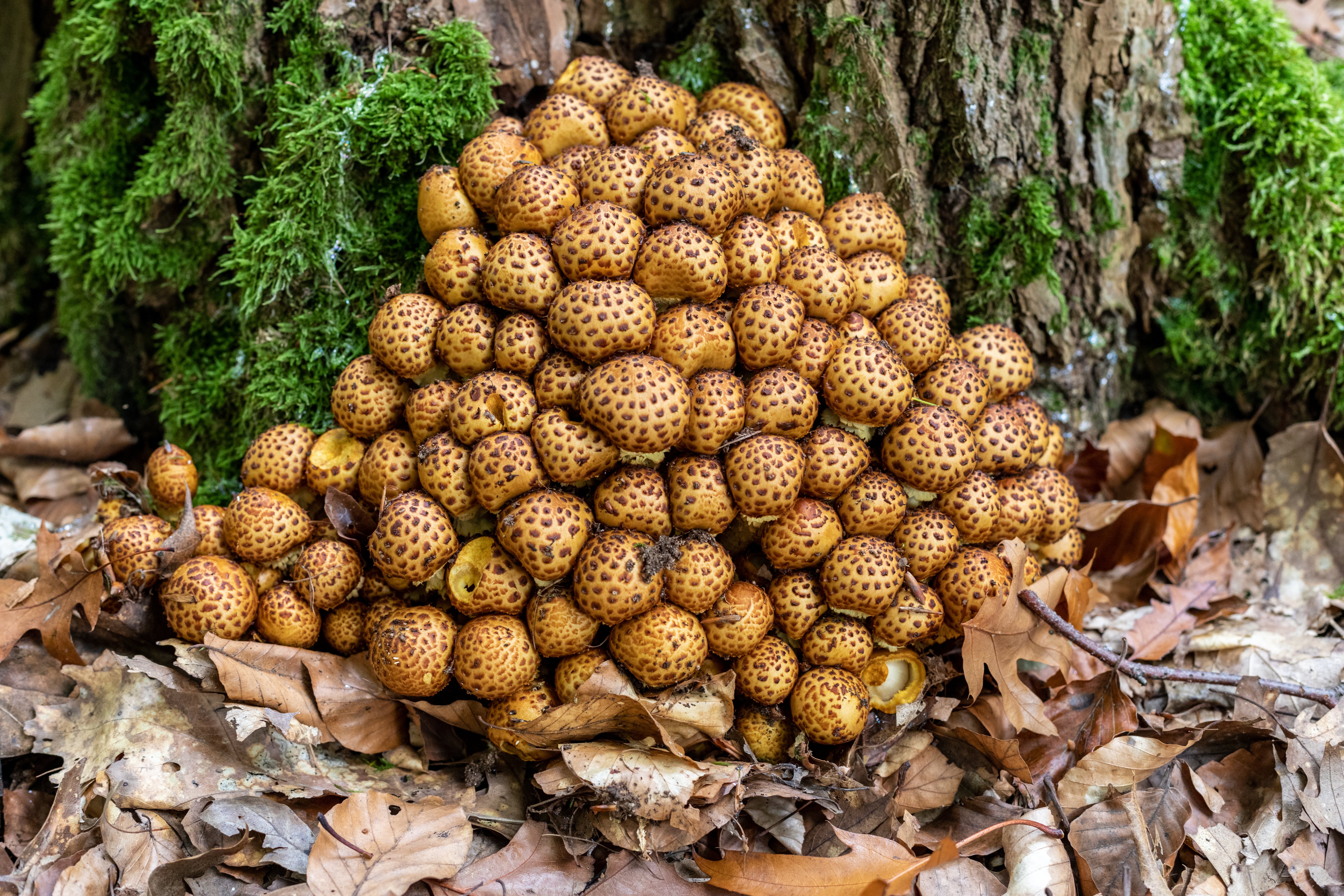

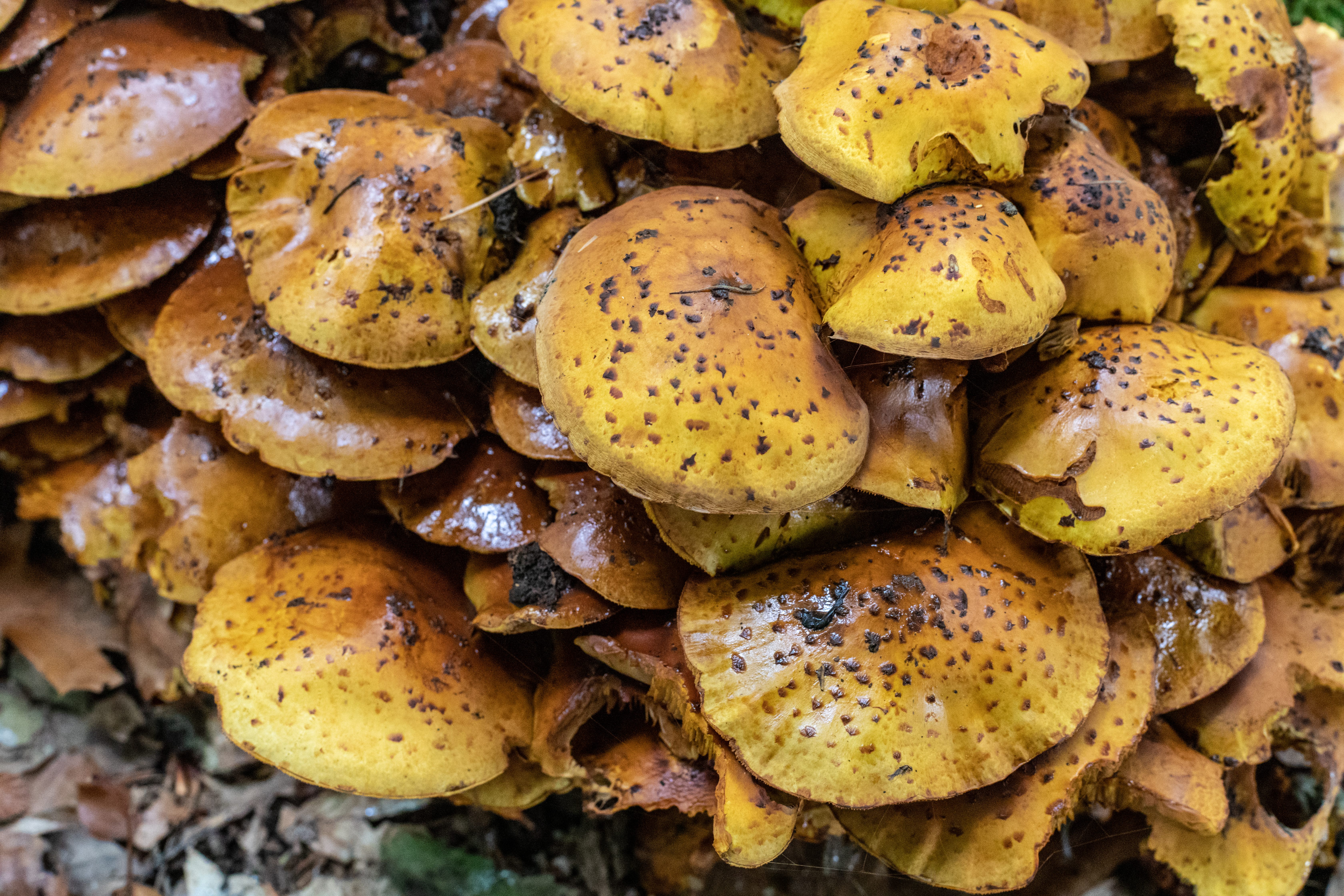

Pholiota jahnii Tjall.-Beuk. & Bas – gatunek grzybów należący do rodziny pierścieniakowatych (Strophariaceae).

## Systematyka i nazewnictwo
Pozycja w klasyfikacji: Pholiota, Strophariaceae, Agaricales, Agaricomycetidae, Agaricomycetes, Agaricomycotina, Basidiomycota, Fungi.
Synonim: Pholiota squarrosa subsp. muelleri (Fr.) P. Karst. 1879.

## Morfologia
Kapelusz
Średnica 4–12 cm. U młodych osobników stożkowato-półkulisty z resztkami włóknistej osłony, później niskołukowaty. Brzeg poszarpany, długo pozostaje podwinięty. Powierzchnia śliska, o barwie od złotożółtej do ochrowej, z ochrowymi plamkami i rzadkimi, pomarańczowobrązowymi łuskami, u starszych okazów czerwonoochrowymi, środek ciemniejszy i nagi.
Blaszki grzyba
Gęste, dość szerokie i szeroko przyrośnięte o barwie początkowo żółtawej, później rdzawobrązowej. Ostrza gładkie, delikatnie pofalowane.
Trzon
Wysokość 5–12 cm, grubość do 2,5 cm, sprężysty, pełny, walcowaty, dołem maczugowato poszerzony, ale z cieńszą podstawą. Powierzchnia w górnej części żółta, u podstawy brązowawa, pokryta rdzawobrązowymi i pomarańczowobrązowymi łuskami. pierścień nietrwały, szybko zanikający.
Miąższ
W kapeluszu jasnożółty, w trzonie rdzawobrązowy. Smak cierpki, zapach łagodny.
Gatunki podobne
Łuskwiak tłustawy (Pholiota adiposa) odróżnia się śliskim trzonem i siedliskiem – rośnie głównie na drzewie buków. Łuskwiak nastroszony (Pholiota squarrosa) odróżnia się suchym (nie śliskim) kapeluszem i nastroszonymi łuskami. Pholiota limonella ma kapelusz bardzo ośliski, łuski bardziej rozwinięte, w młodym wieku blaszki szarooliwkowe, preferuje brzozę i olszę.

## Występowanie i siedlisko
Występuje w Ameryce Północnej, Europie i Azji. Najwięcej stanowisk podano w Europie. Brak go w opracowanym przez Władysława Wojewodę w 2003 r. wykazie wielkoowocnikowych grzybów Polski, po raz pierwszy jego stanowiska podali Anna Kujawa i inni w 2019 r. Aktualne stanowiska podaje także internetowy atlas grzybów. Znajduje się w nim na liście gatunków zagrożonych i wartych objęcia ochroną.
Nadrzewny grzyb saprotroficzny i pasożytniczy. Owocniki pojedynczo lub w kępkach, głównie na wierzbach.